# Лазар Димитријевић
Лазар Димитријвић (Београд, 29. април 1858 — Смедерево 6. август 1899) био је српски лекар.
Учествовао је као добровољац болничар у Српско-турски рату 1876. После рата уписао се на Природњачки факултет у Јени. Убрзо је прешао на Медицински факултет у Грацу, а потом у Бечу. По дипломирању вратио се у земљу и ради као окружни физикус у Крагујевцу, Ваљеву и Смедереву.
Објавио је низ популарних чланака у Народном здрављу, Српском архиву, Отаџбини и Делу. У свом најзначајнијем делу Како живи наш народ (Београд, 1893) приказао је хигијенску заосталост и медицинску запуштеност села.